# گابرنه
گابرنه (به بلغاری: Gabrene) یک منطقهٔ مسکونی در بلغارستان است که در شهرستان پتریچ واقع شده‌است.